# Chloroclystis heanis
Chloroclystis heanis är en fjärilsart som beskrevs av Louis Beethoven Prout 1958. Chloroclystis heanis ingår i släktet Chloroclystis och familjen mätare. Inga underarter finns listade i Catalogue of Life.